# Unidade de Pesquisa e Desenvolvimento de Aeronaves
A Unidade de Pesquisa e Desenvolvimento de Aeronaves é uma unidade da Real Força Aérea Australiana (RAAF) cuja missão consiste no planeamento, condução e análise de testes aeronáuticos das aeronaves da força aérea. Foi formada em Laverton, Vitória, em Dezembro de 1943 com a designação de Unidade de Performance Aérea N.º 1, em 1947 foi re-baptizada para o nome actual. É composta por quatro esquadrilhas com pilotos de testes, engenheiros e especialistas em sistemas aeronáuticos.